# Michael Bradley (bassist)
Michael 'Mickey' Bradley (Derry, 13 augustus 1959) is een Ierse punkrockbassist, producent en DJ voor de Noord-Ierse poppunkband The Undertones. Bradley is ook radioproducent voor BBC Radio Foyle en presenteerde op Radio Ulster een programma van een uur: After Midnight with Mickey Bradley. De show bevatte nummers uit het new wave/punk-tijdperk. Bradley presenteert nu een show met de titel The Mickey Bradley Record Show, die elke vrijdagavond van 19.30 uur tot 21.30 uur wordt uitgezonden op BBC Radio Ulster. In 2016 schreef Bradley het boek Teenage Kicks: My Life As an Undertone. Bradley deelt ook zijn verjaardag met voormalig Undertones-frontman Feargal Sharkey..

## Privéleven
Bradley werd geboren in Derry, County Londonderry, Noord-Ierland, en is getrouwd met Elaine Duffy. Samen hebben ze vier kinderen: Alice (24), Frank (23), May (21) en Jim (13). Frank drumt in de jazzfusion rockband The Kashmir Krows. In oktober 2006 onthulde Bradley dat hij was behandeld aan darmkanker.
- Library of Congress Control Number: no2017061336
- MusicBrainz: 94b97160-b9e4-412b-adf9-c8b6a3280da4
- Virtual International Authority File: 9151149619431504010000
- WorldCat: E39PBJwX7BvRRJtfQHrWmRw6Kd